# Sense of Gender Awards
Sense of Gender Awards – coroczna nagroda kulturalna przyznawana przez Japanese Association for Gender, Fantasy & Science Fiction (znaną także jako Japanese Association for Feminist Fantasy and Science Fiction) powstała w 2001. Przyznawana jest literaturze, mandze, anime oraz filmowi z gatunku fantastyki opublikowanych w języku japońskim, która w najlepszym stopniu eksplorują i pogłębiają koncepcję płci. Pomysł na nagrodę oraz jej organizacja należy do krytyczki fantastyki naukowej Mari Kotani, profesjonalnej recenzentki, Reony Kashiwazaki i przewodniczącej konfederacji japońskiego fandomu, Noriko Maki. Nagrodę nazywa się czasami japońską nagrodą Jamesa Tiptree.
Wśród osób, które zdobyły nagrodę, znajdują się takie twórczynie jak Fumi Yoshinaga, N.K. Jemisin i Eileen Gunn.

## Nagrodzeni
Co roku nagroda przyznawana jest zwykle w kilku kategoriach.

### 2001
- Kayata Sunako za Wizard Scarlet
- Megumi Kobayashi(inne języki) za Uchu Semei Zukan
- Yasuhiko Niszawa za Ryosei Guyu Meikyu

### 2003
- Yoriko Shono(inne języki) za Suishonai Seido
- Nobita Nobi za Otona wa Wakatte Kurenai

### 2004
- Chise Kasuya(inne języki) za Amazonia
- Izumi Kawahara(inne języki) za Buremen II
- Mari Kotani za Eirian Beddo Ferozu

### 2005
- Kaho Nashiki za Numachi no Aru Nukete
- Fumi Yoshinaga za Ooku
- Kengo Hanazawa za Rusanchiman
- Theodore Sturgeon za Venus Plus X

### 2006
- Hirotaka Tobi(inne języki) za Ugly Kei – The Ragged Sking Girl: Angel in the Deserted Garden 2
- Shinji Higuchi(inne języki) za film Japan Sinks
- Elieen Gunn za Stable Strategies and Others

### 2007
- Reiko Matsuura za Canine-Sexuality
- Tarako Kotobuki(inne języki) za SEX PISTOLS
- TONO za Chikita ♥ GUGU
- Ben Spencer za A Brother's Price(inne języki)

### 2008
- Terumi Ojima(inne języki) za La Temerature dell' Ermafrodito
- Karou Kurimoto za ogół twórczości
- Carol Emshwiller(inne języki) za Carmen Dog
- Ellen Kushner za The Privilege of the Sword(inne języki)
- Ta-wei Chi za 膜 MAKU

### 2009
- Akira za Frankestein Biscuit
- Mitsuhide Kabayama(inne języki) za Hamlet Syndrome
- China Mieville za Dworzec Perdido

### 2010
- Sayuri Ueda(inne języki) za The Palace of Flower Dragons in the series The Ocean Chronicles I
- Chitose Tōma(inne języki) za Swallowtail Butterflies: Artifical Fairy Girl Shop
- Moto Hagio za Nanohana oraz inne prace
- Bernard Beckett za Genezs

### 2011
- Akiyuki Shinbou(inne języki) za film Maho Shojo Madoka Magika
- N.K. Jemisin za Sto Tysięcy Królestw(inne języki)

### 2012
- Shinobu Suga(inne języki) za A Journey of Dance Girl Lotous I, A Journey of Dance Girl Lotous II: The Northern Dance Girl, A Journey of Dance Girl Lotous III: Eternal Wilderness
- Gail Carringer za cykl Protektorat Parasola

### 2013
- Hiroe Suga(inne języki) za Dare ni Misho to te

### 2014
- Taro Nogizaka(inne języki) za Yurei Tower

### 2015
- Omegaverse phenomenon

### 2016
- Fumiyo Kono(inne języki) za In the Corner of this World

### 2017
- Furuyata Natsuki za I Want You

### 2018
- Tako Tanaka za Collection System

### 2019
- Yukiko Seike(inne języki) za Howling at the Moon

### 2020
- Kaiu Shirai(inne języki) i Posuka Demizu(inne języki) za The Promised Neverland

### 2021
- Tomoko Goryuu za Uncle VR's First Love

### 2022
- Kōko Shirakawa(inne języki) i Ayuko(inne języki) i  za Kōkyū no karasu